# Mittersill
Mittersill es una localidad del distrito de Zell am See, en el estado de Salzburgo, Austria, con una población estimada a principio del año 2018 de 5380 habitantes. 
Se encuentra ubicada al suroeste del estado, cerca de la frontera con Alemania y con los estados de Tirol y Carintia.

## Geografía
La localidad es atravesada por el río Salzach y uno de sus afluentes, el Felber. La ciudad está bordeada al sur por la cordillera de Hohe Tauern y al norte por los Alpes de Kitzbühel. 